# Горновица (Горж)
Горновица (рум. Gornovița) насеље је у Румунији у округу Горж у општини Тисмана. Oпштина се налази на надморској висини од 278 m.

## Становништво
Према подацима из 2002. године у насељу је живело 517 становника, од којих су сви румунске националности.